# ラタイン駅
ラタイン駅（ベトナム語：Ga La Thành / Ga 羅城?）はベトナムのハノイ市ドンダー区にある、ハノイ・メトロ2A号線の駅。駅番号は「T2A-C02」。

## 歴史
2021年11月6日に2A号線のカットリン-イエンギア間開通に合わせて駅が開業。

## 駅構造
ホアンカウ通り上に駅舎がある、相対式ホーム2面2線を有する高架駅。1階が改札階、2階がホーム階となっている。

### のりば
| 番線   | 路線   | 行先           |
| ------ | ------ | -------------- |
| 北行き | 2A号線 | カットリン方面 |
| 南行き | 2A号線 | イエンギア方面 |

※案内上ののりば番号は割り当てられていない。

## 駅周辺
- ドンダー区党委員会
- 国会ゲストハウス
- ベトナム国立音楽院（英語版、ベトナム語版）
- オチョドゥア坊（ベトナム語版）保健所
- VIAM栄養クリニック
- ハノイ文化大学（ベトナム語版）
- 工業美術大学（ベトナム語版）

## 路線バス
| バス路線                                                | ルート |
| 23-25 ホアンカウ                                        | 23-25 ホアンカウ |
| ------------------------------------------------------- | --- |
| 23(グエン・コン・トゥルー - グエン・コン・トゥルー)     | グエン・コン・トゥルー - ... - ホアンカウ - ... - グエン・コン・トゥルー                                                                            |
| 30(マイディンバスターミナル - ガムダガーデンズ都市圏)   | マイディンバスターミナル - ... - ホアンカウ - オチョドゥア - ... - ガムダガーデンズ都市圏                                                           |
| 30CT(マイディンバスターミナル - ガムダガーデンズ都市圏) | マイディンバスターミナル - ... - ホアンカウ - オチョドゥア - ... - ガムダガーデンズ都市圏                                                           |
| 50(ヴァンカイン都市圏 - ロンビエン)                     | ヴァンカイン都市圏 - ... - ホアンカウ - ... - ロンビエントランジットポイント                                                                        |
| 144(トラン・カン・ドゥ - 鉱山地質大学)                  | トラン・カン・ドゥ - ... - ホアンカウ -... - 鉱山地質大学                                                                                           |
| 109 オチョドゥア                                        | |
| 25(熱帯病国家病院第2 - ザップバットバスターミナル)      | 熱帯病国家病院第2 - ... - オチョドゥア - ... - ザップバットバスターミナル                                                                           |
| 28(鉱山地質大学 - ヌオックンガムバスターミナル)         | 鉱山地質大学 - ... - ラタイン - オチョドゥア - ... - ヌオックンガムバスターミナル                                                                   |
| 30(マイディンバスターミナル - ガムダガーデンズ都市圏)   | マイディンバスターミナル - ... - ホアンカウ - オチョドゥア - ... - ガムダガーデンズ都市圏                                                           |
| 30CT(マイディンバスターミナル - KĐT Gamuda Gardens)     | マイディンバスターミナル - ... - ホアンカウ - オチョドゥア - ... - ガムダガーデンズ都市圏                                                           |
| 49(ニョン - トラン・カン・ドゥ)                         | ニョン - ... - オチョドゥア - ... - トラン・カン・ドゥ                                                                                              |
| 99(キムマー - グーヒエップ社)                           | キムマー - ... - オチョドゥア - ... - ザップバットバスターミナル - ザップバット駅 - ... - ヌオックンガムバスターミナル向かい - ... - グーヒエップ社 |
| 142(ナム・タン・ロン - ビンコム ロンビエン)             | ナム・タン・ロン - ... - オチョドゥア - サーダン - ... - ヴィントゥイ橋 - ... - ビンコム ロンビエン                                                 |
| 94 オチョドゥア                                         | |
| 25(ザップバットバスターミナル - 熱帯病国家病院第2)      | ザップバットバスターミナル - ... - オチョドゥア - ... - 熱帯病国家病院第2                                                                           |
| 28(ヌオックンガムバスターミナル - 鉱山地質大学)         | ヌオックンガムバスターミナル - ... - オチョドゥア - ラタイン - ... - 鉱山地質大学                                                                   |
| 30(ガムダガーデンズ都市圏 - マイディンバスターミナル)   | ガムダガーデンズ都市圏 - ... - オチョドゥア - ホアンカウ - ... - マイディンバスターミナル                                                           |
| 30CT(ガムダガーデンズ都市圏 - マイディンバスターミナル) | ガムダガーデンズ都市圏 - ... - オチョドゥア - ホアンカウ - ... - マイディンバスターミナル                                                           |
| 49(トラン・カン・ドゥ - ニョン)                         | トラン・カン・ドゥ - ... - オチョドゥア - ... - ニョン                                                                                              |
| 99(グーヒエップ社 - キムマー)                           | グーヒエップ社 - ヌオックンガムバスターミナル - ... - ザップバットバスターミナル第2駐車場 - ... - オチョドゥア - ... - キムマー                     |
| 142(ビンコム ロンビエン - ナム・タン・ロン)             | ビンコム ロンビエン - ... - ヴィントゥイ橋 - ... - サーダン - オチョドゥア - ... ナム・タン・ロン                                                   |

## 隣の駅
ハノイ・メトロ
 2A号線
カットリン駅 (T2A-C01) - ラタイン駅 (T2A-C02) - タイハ駅 (T2A-C03)